# Paul Thomas (écrivain)
Pour les articles homonymes, voir Paul Thomas et Thomas.
Paul Thomas, né en 1951 à Harrogate, est un écrivain, un journaliste et un biographe sportif néo-zélandais, auteur de roman policier.

## Biographie
Paul Thomas fait des études à l'université d'Auckland.
En 1994, il publie son premier roman, Old School Tie, premier volume d'une série consacrée à Tito Ihaka, un sergent détective maori, à Auckland. Avec le deuxième roman de cette série Inside Dope paru en 1995, il est lauréat du prix Ned Kelly 1996.

## Œuvre

### Romans

#### SérieTito Ihaka
- Old School Tie (1994) (autre titre Dirty Laundry)
- Inside Dope (1995)
- Guerilla Season (1996)
- Death on Demand (2012)
- Fallout (2014)

### Autres romans
- Final Cut (1999)
- Star Struck (1999)
- The Empty Bed (2002)
- Work in Progress (2006)

### Recueil de nouvelles
- Sex Crimes (2003)

## Prix et distinctions

### Prix
- Prix Ned Kelly 1996 du meilleur roman pour Inside Dope[1]

### Nominations
- Prix Ned Kelly 2000 du meilleur roman pour Final Cut[1]
- Prix Ned Kelly 2003 du meilleur roman pour The Empty Bed[1]